# Orden de Federico
La Orden de Federico (en alemán: Friedrichs-Orden o Friedrichsorden) fue una orden al mérito del reino de Wurtemberg. Fue instituida el primero de enero de 1830 por el segundo rey de Wurtemberg, Guillermo I en recuerdo de su padre,
el rey Federico II. En 1918, el fin de la monarquía significó la abolición de la orden.

## Clases
La orden fue creada con una clase única, confiriendo nobleza. El 3 de enero de 1856, la orden fue recreada con cuatro clases y el 29 de septiembre de 1870 se añadieron los Caballeros de 1ª Clase y una división militar con espadas (los caballeros existentes fueron nombrados Caballeros de 1ª Clase). En 1892 fue añadida a la orden la "Medalla de la Orden de Federico". Un rango adicional fue creado el 6 de marzo de 1899, la Gran Cruz con Corona (o Corona de la Gran Cruz).
Las clases eran:
- Gran Cruz con Corona
- Gran Cruz
- Comandante 1ª Clase
- Comandante 2ª Clase
- Caballero 1ª Clase
- Caballero 2ª Clase

La cinta era azul celeste.